# Veytsé
Veytsé (en macédonien Вејце, en albanais Vica) est un village du nord-ouest de la Macédoine du Nord, situé dans la municipalité de Tetovo. Le village comptait 1 127 habitants en 2002. Il est majoritairement albanais.

## Démographie
Lors du recensement de 2002, le village comptait :
- Albanais : 1 114 ;
- Macédoniens : 1 ;
- autres : 14.